# ابراهیم بن اسحاق حربی
ابواسحاق، ابراهیم بن اسحاق حربی بغدادی (۸۱۵ – ۸۹۸م) (نسب: ابراهیم بن اسحاق بن بشیر بن عبدالله) فقیه و محدث عراقی خراسانی‌اصل در سدهٔ سوم هجری بود. خاستگاهش مرو بود و در بغداد زیست و آوازه گرفت تا حدی که به یکی از محلات آن منسوب شد؛ باب الحرب. او همچنین به ادبیات گرایش داشت. عزلت‌گزین بود و هزار دیناری که از سوی معتضد به او داده شد را رد نمود. نزد احمد بن حنبل فقه آموخت.

## آثار
- غریب الحدیث
- إکرام الضیف و مناسک الحج
- سجود القرآن
- الهدایا و السنة فیها
- الحمام و آدابه
- دلائل النبوة

او همچنین نزد خود ۱۲ هزار جزء (جزوه، رساله آموزشی) در علم لغت و حدیث داشت که خود نگاشته بود.